# ويليام ويلسون (لاعب كريكت)
ويليام ويلسون (بالإنجليزية: William Wilson)‏ (من مواليد 1912، ولد في بملبورن في أستراليا) هو لاعب كريكت أسترالي. لعب مع فريق فكتوريا للكريكت.

## وصلات خارجية
- ويليام ويلسون على موقع إي آس بي آن كريك إنفو (الإنجليزية)